# Hóa bánh ra nhiều

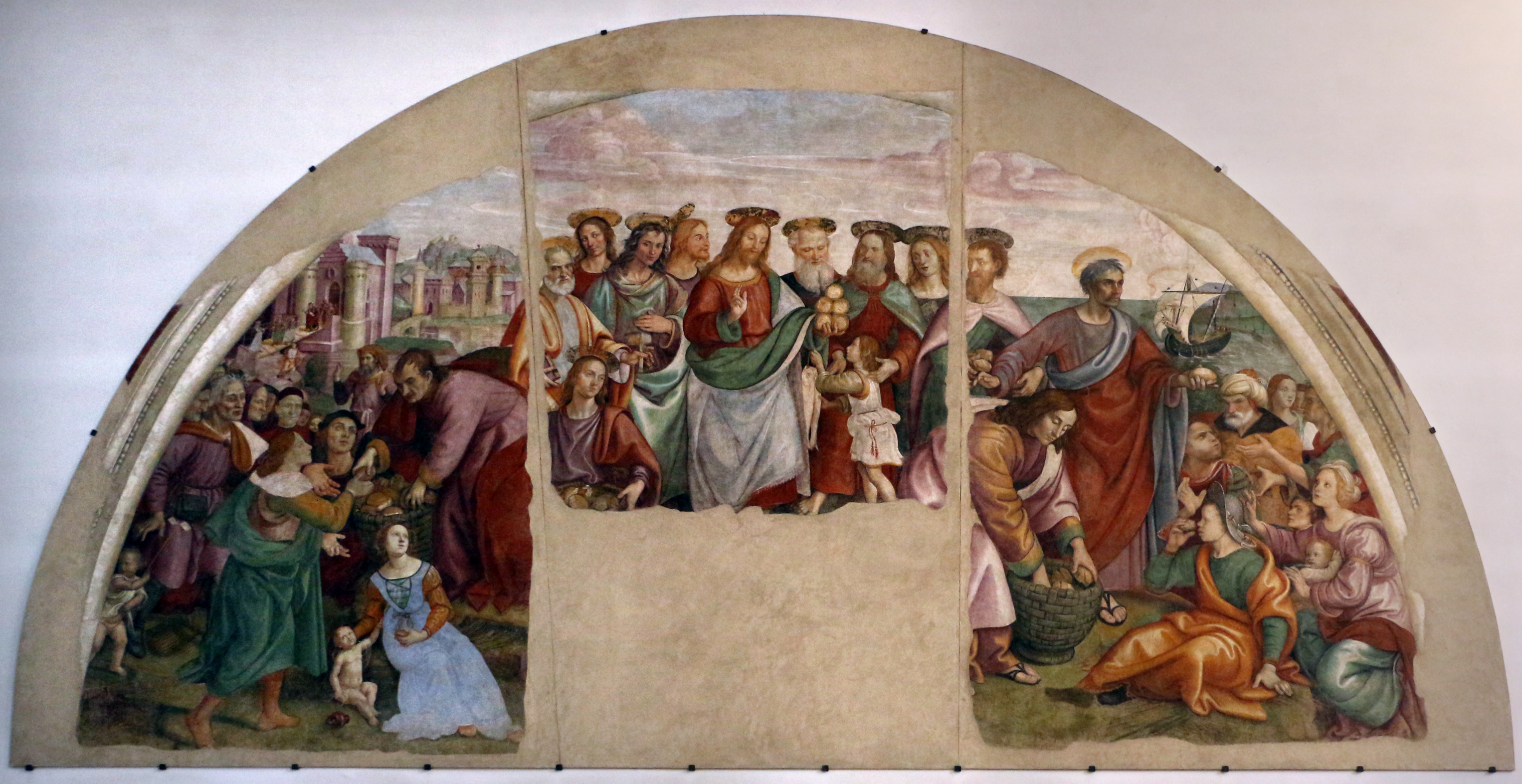
Hóa bánh ra nhiều, tranh vẽ của Raffaellino del Garbo (1476 hoặc 1466 – 1527)

Hóa bánh ra nhiều là tên của hai câu chuyện trong Tân Ước kể về việc Chúa Giêsu làm phép lạ cho nhiều người được ăn no nê.
- Hóa bánh ra nhiều lần thứ nhất dành cho 5000 người ăn là phép lạ duy nhất được trình thuật trong cả bốn quyển Phúc Âm quy điển (Mátthêu 14:13-21, Máccô 6:31-44, Luca 9:10-17 và Gioan 6:5-15. Đây còn gọi là Phép lạ năm chiếc bánh và hai con cá.
- Hóa bánh ra nhiều lần thứ hai dành cho 4000 người ăn chỉ được chép trong Phúc âm Máccô 8:1-9 và Mátthêu 15:32-39. Phép lạ này còn được gọi là Phép lạ bảy cái bánh và con cá.

## Hóa bánh ra nhiều lần thứ nhất
Phúc âm Gioan kể rằng, một đứa bé đã mang đến năm chiếc bánh mì hai con cá nhỏ để Chúa Giêsu biến hóa thành vô số cung cấp cho hàng ngàn người ăn.

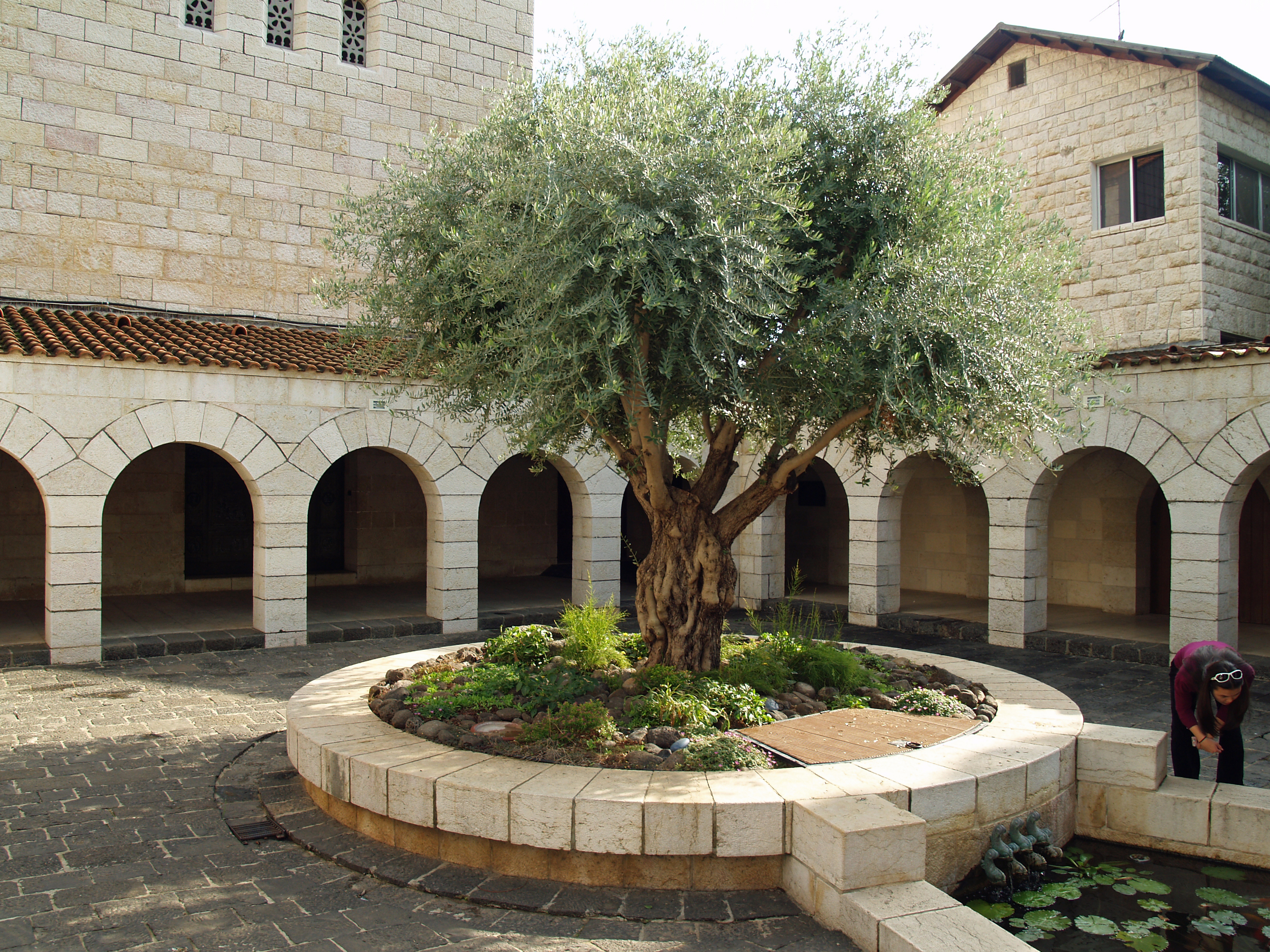
Nhà thờ Hóa Bánh Ra Nhiều - nơi được các Kitô hữu tin là xảy ra phép lạ khi xưa

Bối cảnh khi ấy là Chúa Giêsu nghe tin Gioan Tẩy Giả đã bị trảm quyết,Người tạm lánh bằng thuyền đến một nơi vắng vẻ gần Bethsaida nhưng đám đông vẫn đi bộ theo sau Người. Khi Giêsu vào bờ thì thấy cả một đám đông lớn đang chờ sẵn, Ngài chạnh lòng thương họ và chữa lành bệnh cho họ. Trời chuẩn bị tối, các môn đệ đến với Ngài rằng: "Nơi đây hoang vắng, và đã muộn rồi, vậy xin Thầy cho dân chúng về, để họ vào các làng mạc mua lấy thức ăn".
Ông trả lời: "Họ không cần phải đi đâu cả, chính anh em hãy cho họ ăn". Các môn đệ đáp: "Ở đây, chúng con chỉ có vỏn vẹn năm cái bánh và hai con cá!". Ông bảo: "Đem lại đây cho Thầy!"
Sau đó, ông truyền cho dân chúng ngồi xuống cỏ rồi ông cầm lấy năm cái bánh và hai con cá, ngước mắt lên trời, dâng lời chúc tụng, và bẻ ra, trao cho môn đệ. Và môn đệ trao cho dân chúng. Ai nấy đều ăn và được no nê. Những mẩu bánh còn thừa, người ta thu lại được mười hai giỏ đầy. Số người ăn có tới năm ngàn đàn ông, không kể đàn bà và trẻ con.

## Hóa bánh ra nhiều lần thứ hai
Biến cố này được trình thuật trong hai sách Phúc Âm Mácccô và Mátthêu, còn được gọi là "phép lạ bảy cái bánh và con cá". Theo các sách Phúc Âm này, một đám đông lớn đã tụ tập và đi theo Chúa Giêsu. Chúa Giêsu gọi các môn đệ của mình lại và nói: "Thầy chạnh lòng thương đám đông, vì họ ở luôn với Thầy đã ba ngày rồi và họ không có gì ăn. Thầy không muốn giải tán họ, để họ nhịn đói mà về, sợ rằng họ bị xỉu dọc đường."
Môn đệ của ông trả lời: "Trong nơi hoang vắng này, chúng con lấy đâu ra đủ bánh cho đám đông như vậy ăn no?". Ông hỏi lại: "Anh em có mấy chiếc bánh?". Họ thưa: "Thưa có bảy chiếc bánh và một ít cá nhỏ".
Chúa Giêsu bảo đám đông ngồi xuống đất. Sau đó, ông lấy bảy cái bánh và con cá dâng lời tạ ơn, bẻ ra và trao cho các môn đệ, và họ lần lượt phân phát cho mọi người. Tất cả đều ăn và no nê. Sau đó, các môn đệ thu được bảy thúng bánh vụn còn sót lại. Số lượng người ăn là 4000 đàn ông, chưa kể phụ nữ và trẻ em. Sau đó, Chúa Giêsu từ giã đám đông và lên thuyền và đi đến vùng lân cận Magadan.

## Luận giải
Mỗi khi tường thuật những phép lạ của Chú Giêsu, các phúc âm thường đặt vào một tình huống là ông đi lên núi (không chỉ rõ là núi nào) nhưng có vẻ để hợp với khung cảnh của một sự mạc khải vốn đã xuất hiện nhiều lần đối với Môisê từ thời Cựu Ước. So với nhóm Phúc âm Nhất Lãm, Phúc âm Gioan thường mang mục tiêu biểu tỏ lòng thương xót của Chúa Giêsu đối với dân chúng nhiều hơn là biểu tỏ căn tính đích thực của ông. Vì vậy, trong câu chuyện này, Phúc âm Gioan đã đặt các môn đệ ra sau hậu trường, ngoại trừ có nhắc đến tên một vài người, để tập trung toàn bộ nhân cách của Giêsu khi ra tay làm phép lạ cho dân chúng ăn khi đói. Các nhà chú giải Kinh Thánh đã tìm ra hai ẩn ý tương quan giữa sự kiện này với Cựu Ước: một là Elisê (Sách Các Vua quyển 2, 4:42-44) đã hoá bánh lúa mạch ra nhiều đến nỗi "ăn xong hãy còn dư như lời Chúa phán", hai là manna do chính Thiên Chúa cho từ trời rơi xuống nuôi dân Do Thái; và đặc biệt là tiên báo cho việc bẻ bánh của Giêsu trong Bữa ăn tối cuối cùng. 